# Морунешти (Олт)
Морунешти (рум. Morunești) насеље је у Румунији у округу Олт у општини Морунглав. Oпштина се налази на надморској висини од 180 m.

## Становништво
Према подацима из 2002. године у насељу је живело 347 становника, од којих су сви румунске националности.